# George Morrell
George Morrell to szkocki menadżer piłkarski.
Do Woolwich Arsenal jako menadżer trafił w czerwcu 1908, zaś wcześniej pracował w Morton. Chociaż w swoim pierwszym pełnym sezonie pomógł zająć szóste miejsce w lidze, z powodu niskiej frekwencji na stadionie klub popadł w zadłużenie i musiał pozbyć się swoich największych gwiazd, jak np. Tim Coleman, Bert Freeman, Jimmy Sharp, Jimmy Ashcroft i William Garbutt, którzy opuścili klub w 1908. I chociaż sezon 1908/1909 został zakończony na miejscu szóstym, zaś klub był jednym z najlepszych, to kolejny sezon był o wiele słabszy i został zakończony na osiemnastej pozycji.
W 1910 nowym prezesem i właścicielem Arsenalu został Sir Henry Norris, ale pomimo spekulacji Morrell zachował swoje stanowisko. Zmobilizowany Arsenal sezony 1910/1911 i 1911/1912 w środku tabeli, na dziesiątym miejscu. Morrell starał się o pracę menadżera Leeds City w 1912 lecz zniechęcił go do tego zarząd Arsenalu. Ostatecznie funkcję tę przejął Herbert Chapman, który kilka lat później trafił do Arsenalu. Na nieszczęście dla Morrell, w sezonie 1912/1913 klub zaliczył ogromny spadek formy. Ostatecznie Woolwich Arsenal zajął ostatnie miejsce w tabeli i spadł do First Division, co daje Morrellowi tytuł jedynego menadżera, pod którego wodzą Arsenal spadł z ekstraklasy.
Pomimo spadku, Arsenal, który przeniósł się wtedy na nowy stadion - Arsenal Stadium w Highbury, nie zwolnił Morrella i pod jego wodzą w następnym sezonie nie osiągnął miejsca gwarantującego awans (trzecie miejsce w Second Division w sezonie 1913/1914 przez gorszy bilans bramek). W sezonie 1914/1915 klubowi poszło jeszcze gorzej i skończył rozgrywki na piątej pozycji. Pozycja ta była jednak wystarczająca, aby w 1919 po zakończeniu I wojny światowej trafić do rozszerzonej First Division. Chociaż Wolverhampton i Barnsley ostatni sezon przed wojną zakończyły wyżej od Arsenalu, nie otrzymały awansu. Wydaje się, że Arsenal awansował głównie dzięki politycznym machinacjom prezesa klubu, Henry'ego Norrisa.
W tym czasie Morrella nie było już w Arsenalu. Z powodu zawieszeniu rozgrywek przed końcem sezonu 1914/1915 powiedziano mu, że będzie musiał odejść. Do dymisji podał się 19 kwietnia 1915. Morrell nie poprowadził już nigdy żadnego zespołu w najwyższej klasie rozgrywkowej i od 1919 jego los jest nieznany.